# Deutsche Cadre-47/1-Meisterschaft 1995/96
Die Deutsche Cadre-47/1-Meisterschaft 1995/96 ist eine Billard-Turnierserie und fand vom 13. bis 15. Oktober 1995 in Marl zum 28. Mal statt.

## Geschichte
In der Deutschen Billard-Zeitung Billard Sport Magazin gab es von dieser Meisterschaft wieder mal keine Informationen. Es siegte Ludger Havlik vor Carsten Lässig und Axel Büscher. Die Endtabelle wurde aus der Österreichischen Billard Zeitung Billard entnommen.

## Modus
Es wurden zunächst zwei Gruppen gebildet mit fünf bzw. vier Spielern. Die beiden Gruppenbesten kamen ins Halbfinale. Die Partiedistanz betrug 150 Punkte.
Die Endplatzierung ergab sich aus folgenden Kriterien:
1. Matchpunkte
2. Generaldurchschnitt (GD)
3. Bester Einzeldurchschnitt (BED)
4. Höchstserie (HS)

## Teilnehmer (Alphabetisch)
1. Axel Büscher (BG Coesfeld 1966)
2. Ludger Havlik (BSV Marl 1989)
3. Carsten Lässig (BG Coesfeld 1966)
4. Wolfgang Matz (BC Hilden 1935)
5. Frank Müller (BF Königshof)
6. Klaus Müller (BC 1921 Elversberg)
7. Thomas Nockemann (BSC Marl 58/74)
8. Hans Wernikowski (BC Herne-Stamm)
9. Norbert Zinke (1. Ravensburger BC)

### Abschlusstabelle
| Klassement                | Klassement       | Klassement | Klassement | Klassement | Klassement | Klassement | Klassement | Klassement |
| Platz                     | Name             | MP         | GD         | BED        | HS         |            |            |            |
| ------------------------- | ---------------- | ---------- | ---------- | ---------- | ---------- | ---------- | ---------- | ---------- |
| 1                         | Ludger Havlik    | 10:2       | 11,19      | 21,42      | 59         |            |            |            |
| 2                         | Carsten Lässig   | 6:4        | 11,36      | 21,42      | 85         |            |            |            |
| 3                         | Axel Büscher     | 10:2       | 11,22      | 16,66      | 75         |            |            |            |
| 4                         | Thomas Nockemann | 6:4        | 13,44      | 25,00      | 101        |            |            |            |
| 5                         | Klaus Müller     | 4:4        | 9,67       | 10,00      | 75         |            |            |            |
| 6                         | Wolfgang Matz    | 2:4        | 9,29       | 9,37       | 55         |            |            |            |
| 7                         | Norbert Zinke    | 2:6        | 5,44       | 6,25       | 24         |            |            |            |
| 8                         | Frank Müller     | 0:6        | 4,22       | –          | 20         |            |            |            |
| 9                         | Hans Wernikowski | 0:6        | 4,38       | –          | 32         |            |            |            |
| Turnierdurchschnitt: 8,90 |                  |            |            |            |            |            |            |            |